# Atractodes ligatus
Atractodes ligatus är en stekelart som beskrevs av Forster 1876. Atractodes ligatus ingår i släktet Atractodes och familjen brokparasitsteklar. Inga underarter finns listade.